# 載鎧
載鎧（1878年11月10日—1928年1月17日）字铁珊，爱新觉罗氏，不入八分鎮國公奕賀之次子。

## 生平
載鎧于光绪三十一年（1905年）袭不入八分镇国公。清末，二等侍卫、不入八分镇国公載鎧出任资政院议员。